# Edam (formaggio)
L'edam o edamer (in olandese edammer) è un formaggio a base di latte vaccino con l'aggiunta di caglio animale tipico dei Paesi Bassi, venduto in forme dalla pasta giallo tenue e con una sottile protezione di cera rossastra.

## Origine
Il nome proviene dalla città di Edam (comune di Edam-Volendam), nella provincia dell'Olanda Settentrionale, una zona di grandi tradizioni di allevamento vaccino, per la quale la sua produzione è un'importante attività economica ed attrazione turistica.
L'Edam ha un invecchiamento facilmente gestibile, nonostante un certo indurimento; questa qualità, assieme al suo forte valore nutritivo, lo ha reso un formaggio facilmente esportabile e quindi conosciuto e diffuso non solo nei paesi limitrofi dell'Europa Settentrionale (fin dalla fine del Medioevo), ma in seguito anche in America e nelle colonie dei Paesi Bassi. L'edam veniva impiegato per l'alimentazione dei marinai, ma anche come merce di scambio nel commercio delle spezie.

## Produzione
Le forme sono sferiche, il peso è di circa 1,7-2,5 kg. Il formaggio è ricoperto da una cera, una pellicola di paraffina di colore rosso-giallo.
La stagionatura ha vari livelli: giovane (due o tre mesi), semi-stagionato (sei mesi), stagionato (più di sei mesi). Una pellicola di colore scuro indica che il formaggio è stato stagionato per almeno diciassette settimane.

## Caratteristiche

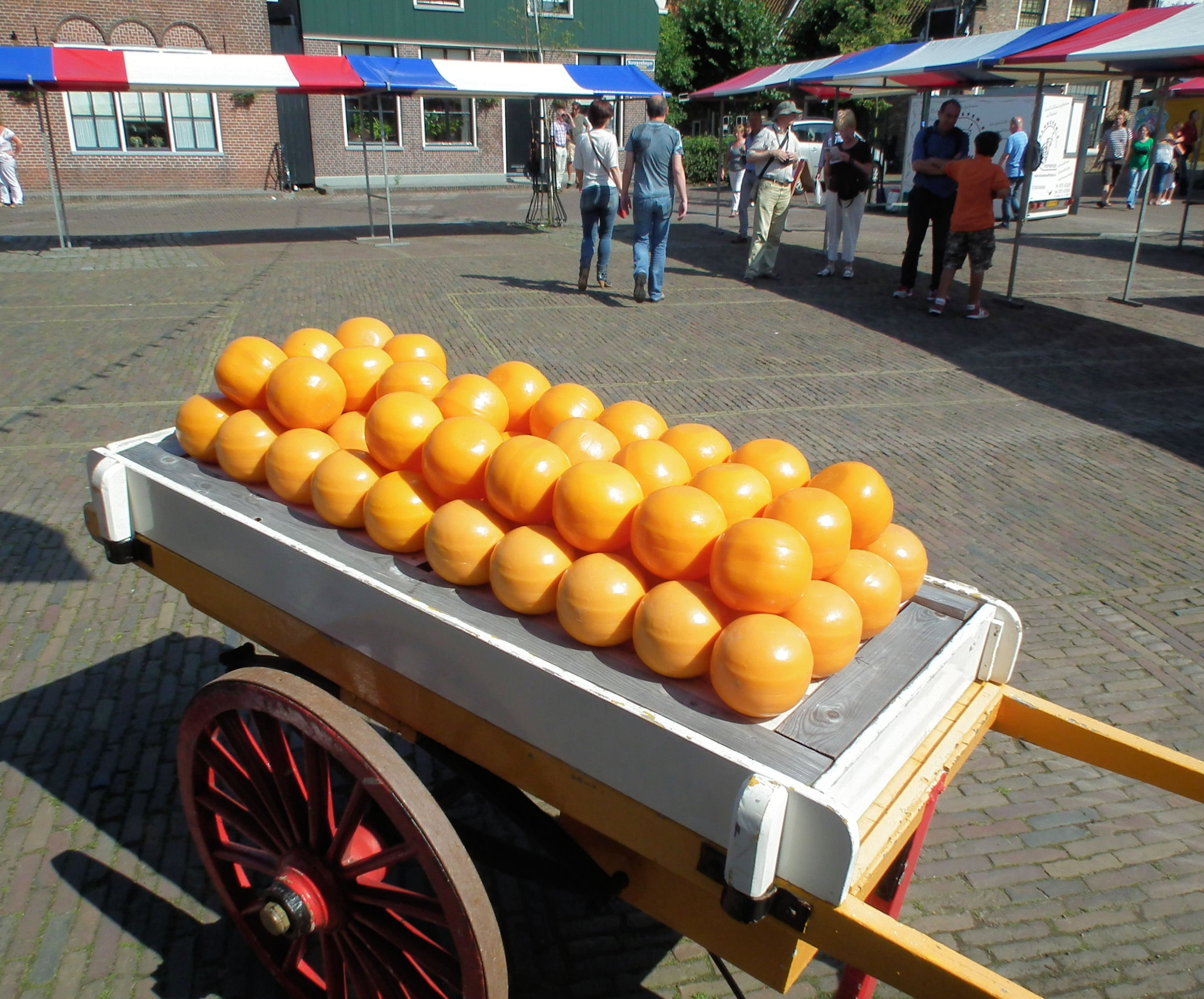
Le classiche forme di edam dal colore arancione

Il sapore, che si accentua con la stagionatura, è sia dolce che salato, a seconda delle versioni, con un odore più delicato di altri formaggi e un retrogusto di noce.
La pasta è più molle di altri formaggi, ma indurisce con l'invecchiamento. Presenta sporadicamente un'occhiatura irregolare.
Il contenuto di proteine è attorno al 25%, quello in grassi è del 40%; la crosta è sottile

## Gastronomia
L'Edam di media stagionatura è spesso abbinato con meloni, albicocche e ciliegie. L'Edam più stagionato è invece abbinato con pere e mele. Come molti altri formaggi, esso è servito assieme a crackers o a pane, come coronamento di un pasto.
Pinot grigio, riesling, champagne, chardonnay e syrah sono consigliati come accompagnamento.